# Mike Spence
Michael Henderson Spence, detto Mike (Croydon, 30 dicembre 1936 – Indianapolis, 7 maggio 1968), è stato un pilota di Formula 1 britannico, morto nel 1968 durante le prove della 500 Miglia di Indianapolis, alla guida di una Lotus 56 a turbina.

## Carriera

### Gli inizi
Mike Spence è nato a Purley, nel borgo londinese di Croydon, il 30 dicembre 1936. Nel 1957, dopo essersi diplomato e avere svolto il servizio di leva, debuttò nel mondo delle corse guidando la Turner 950 di proprietà di suo padre, proprietario di un'officina a Maidenhead, e nel 1958 passò a una AC Ace Bristol. Nel 1960 gareggiò in Formula Junior con una Cooper T52 di sua proprietà e nel 1961 si iscrisse allo stesso campionato alla guida di una Emeryson sempre come pilota privato. Nello stesso anno Spence ebbe modo di guidare una vettura di Formula 1, una Emeryson-Climax, al Solituderennen, dove concluse la gara in anticipo per un problema al cambio, e al Lewis-Evans Trophy, dove concluse secondo. Nel 1962 Spence venne ingaggiato dallo Ian Walker Racing Team per disputare l'intera stagione di Formula Junior e ottenne la sua prima vittoria nel campionato al volante di una Lotus 22.
Nel 1963 il Team Lotus, colpito dalle sue prestazioni, ingaggiò Spence con un contratto triennale per disputare i campionati di Formula Junior. In occasione del Gran Premio d'Italia di Formula 1 Spence venne chiamato a sostituire l'infortunato Trevor Taylor. Al volante della Lotus 25 Spence si qualificò nono e concluse la gara tredicesimo, nonostante una perdita di pressione idraulica nel motore.

### Formula 1
Nel 1964 il Team Lotus ingaggiò Peter Arundell come compagno di Jim Clark, relegando Spence alla Formula 2. Prima del Gran Premio di Gran Bretagna 1964, però, Arundell ebbe un incidente in una gara di Formula 2 al circuito di Reims e Spence venne scelto come suo sostituto per il resto della stagione. Spence, alternandosi tra i campionati di Formula 2 e Formula 1, si laureò campione di F2 britannica e concluse la stagione di Formula 1 con due arrivi a punti, giungendo sesto in Italia e chiudendo quarto in Messico, nonché ritirandosi negli Stati Uniti mentre si trovava in seconda posizione.
Confermato al Team Lotus per la stagione 1965, Spence concluse quarto all'inaugurale Gran Premio del Sudafrica, vinse la Race of Champions e concluse terzo al BRDC International Trophy, entrambe corse non valide per il mondiale. Nel resto della stagione andò a punti altre due volte, chiudendo quarto a Silverstone e terzo in Messico, in quello che fu il suo unico arrivo a podio in Formula 1. A novembre concluse sesto alla 9 Ore di Kyalami alla guida di una Ferrari 250 LM con John Love e David Piper.
Nel 1966 vinse su Lotus 33 la gara inaugurale in Sudafrica, non valida per il mondiale, ma subito dopo venne sostituito da Arundell, al rientro dopo l'incidente del 1964. Senza più un sedile, prima dell'inizio di stagione Spence firmò un contratto con il team privato Reg Parnell Racing, che schierava delle Lotus 25 con motore BRM e alcuni componenti della Lotus 33. A causa dell'obsolescenza e dell'inaffidabilità delle vetture, Spence concluse solamente due gare, in Olanda e in Italia, giungendo quinto in entrambe le occasioni. A giugno arrivò dodicesimo alla 1000 km del Nürburgring, guidando una Ford GT40 condivisa con Richard Bond.

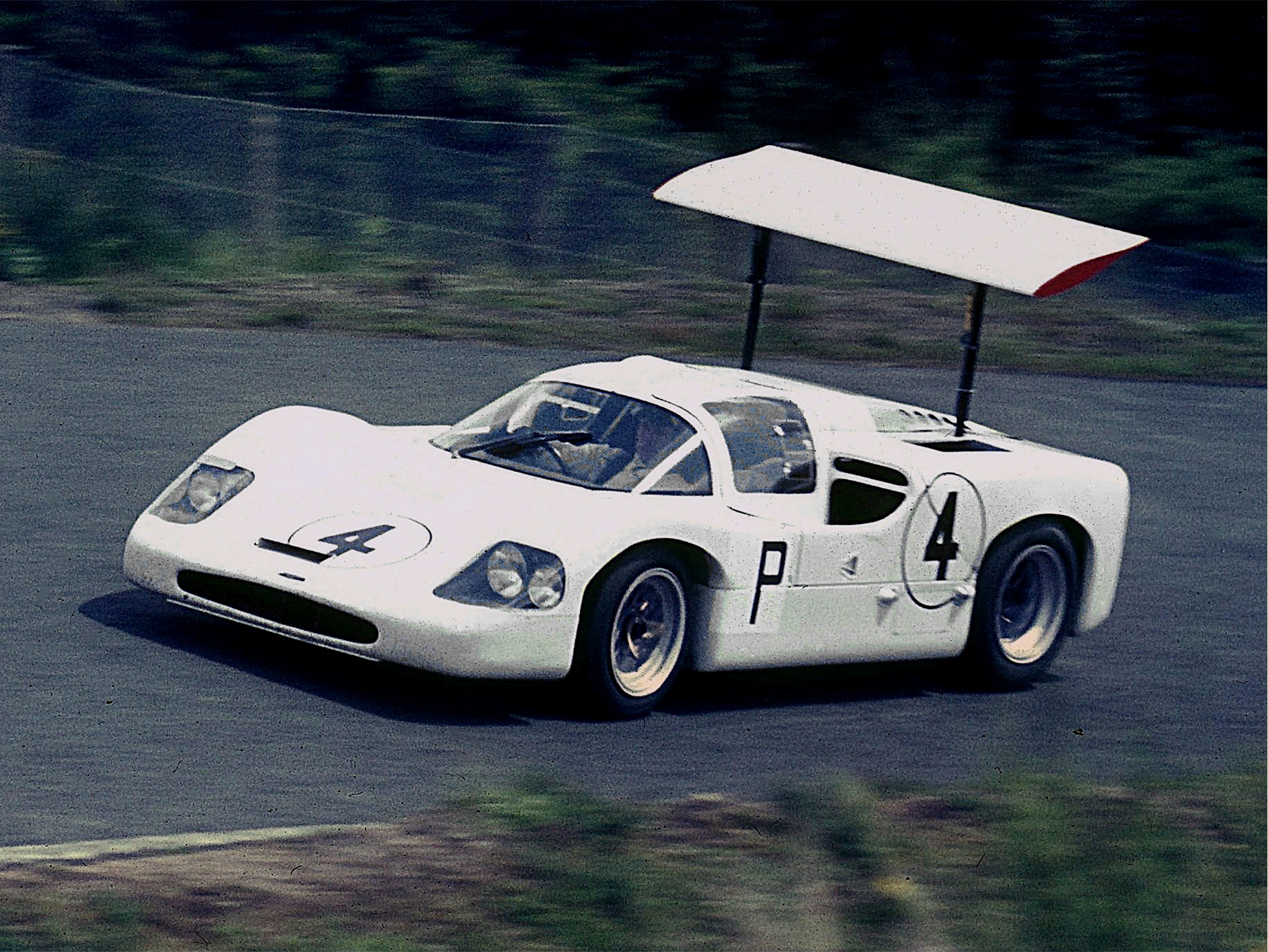
Spence alla guida di una Chaparral 2F alla 1000 km del Nürburgring del 1967

Nel 1967 Spence venne scelto dalla BRM come sostituto di Graham Hill, passato al Team Lotus, e chiuse la stagione con cinque arrivi a punti. Nello stesso anno venne ingaggiato da Jim Hall alla Chaparral Cars per competere nel Campionato del mondo sportprototipi a fianco di Phil Hill. Con la Chaparral 2F ottenne il giro veloce alla 12 Ore di Sebring e alla 1000 km di Spa-Francorchamps e la vittoria alla BOAC 500 di Brands Hatch. Partecipò al Campionato CanAm prendendo parte alle gare di Mosport Park dove concluse terzo, Riverside dove arrivò quinto e allo Stardust International Raceway, dove arrivò nuovamente terzo posizionandosi sesto nel campionato piloti.
Confermato alla BRM per la stagione 1968, ebbe modo di disputare solo il primo Gran Premio ufficiale della stagione, concluso con un ritiro. Parallelamente venne ingaggiato dalla Alan Mann Racing per gareggiare alla BOAC 500 alla guida di una Ford P68 a fianco di Bruce McLaren e come sostituto di Jim Clark, che aveva preferito iscriversi al Deutschland Trophäe di Formula 2.

### La morte
In seguito alla morte di Jim Clark a Hockenheim il 7 aprile 1968, Colin Chapman invitò Spence a tornare al Team Lotus per testare la Lotus 56 che avrebbe partecipato alla 500 Miglia di Indianapolis. Il 7 maggio, durante le prove all'Indianapolis Motor Speedway, alla guida della Lotus 56 numero 60 con motore a turbina, Spence raggiunse la velocità media di 272,9 km/h, all'epoca la seconda più alta di sempre sul circuito. Nel pomeriggio Andy Granatelli chiese a Colin Chapman se Spence potesse guidare la Lotus 56 numero 30 dopo che il suo pilota, Greg Weld, ebbe difficoltà a raggiungere velocità elevate. Spence raggiunse i 262 km/h di media nel primo giro lanciato ma all'inizio del secondo giro colpì violentemente il muro in cemento all'esterno della prima curva: la ruota destra si staccò e colpì Spence nell'abitacolo. Spence morì in ospedale la sera stessa a causa delle lesioni riportate alla testa.

## Risultati

### Formula 1
| 1963 | Scuderia   | Vettura  |  |  |  |  |  |  |     |  |  |  |  |  | Punti | Pos. |
| ---- | ---------- | -------- |  |  |  |  |  |  | --- |  |  |  |  |  | ----- | ---- |
| 1963 | Team Lotus | Lotus 25 |  |  |  |  |  |  | 13* |  |  |  |  |  | 0     |      |

| 1964 | Scuderia   | Vettura           |  |  |  |  |   |   |     |   |     |   |  |  | Punti | Pos. |
| ---- | ---------- | ----------------- |  |  |  |  | - | - | --- | - | --- | - |  |  | ----- | ---- |
| 1964 | Team Lotus | Lotus 25 Lotus 33 |  |  |  |  | 9 | 8 | Rit | 6 | Rit | 4 |  |  | 4     | 12º  |

| 1965 | Scuderia   | Vettura           |   |  |   |   |   |   |     |     |     |   |  |  | Punti | Pos. |
| ---- | ---------- | ----------------- | - |  | - | - | - | - | --- | --- | --- | - |  |  | ----- | ---- |
| 1965 | Team Lotus | Lotus 25 Lotus 33 | 4 |  | 7 | 7 | 4 | 8 | Rit | 11* | Rit | 3 |  |  | 10    | 8º   |

| 1966 | Scuderia           | Vettura  |     |     |     |     |   |     |   |     |    |  |  |  | Punti | Pos. |
| ---- | ------------------ | -------- | --- | --- | --- | --- | - | --- | - | --- | -- |  |  |  | ----- | ---- |
| 1966 | Reg Parnell Racing | Lotus 25 | Rit | Rit | Rit | Rit | 5 | Rit | 5 | Rit | NP |  |  |  | 4     | 13º  |

| 1967 | Scuderia              | Vettura |     |   |   |   |     |     |     |   |   |     |   |  | Punti | Pos. |
| ---- | --------------------- | ------- | --- | - | - | - | --- | --- | --- | - | - | --- | - |  | ----- | ---- |
| 1967 | British Racing Motors | BRM P83 | Rit | 6 | 8 | 5 | Rit | Rit | Rit | 5 | 5 | Rit | 5 |  | 9     | 10º  |

| 1968 | Scuderia              | Vettura  |     |  |  |  |  |  |  |  |  |  |  |  | Punti | Pos. |
| ---- | --------------------- | -------- | --- |  |  |  |  |  |  |  |  |  |  |  | ----- | ---- |
| 1968 | British Racing Motors | BRM P115 | Rit |  |  |  |  |  |  |  |  |  |  |  | 0     |      |

| Legenda | 1º posto     | 2º posto | 3º posto    | A punti         | Senza punti/Non class.  | Grassetto – Pole position Corsivo – Giro più veloce |
| Legenda | Squalificato | Ritirato | Non partito | Non qualificato | Solo prove/Terzo pilota | Grassetto – Pole position Corsivo – Giro più veloce |

* Indica che il pilota non ha terminato la gara ma è ugualmente classificato avendo coperto, come previsto dal regolamento, almeno i 2/3 della distanza totale.

### Sportprototipi

#### 24 Ore di Le Mans
| Anno | Classe | N° | Gomme | Vettura      | Squadra             | Co-piloti | Giri | Pos. Assol. | Pos. di Classe |
| ---- | ------ | -- | ----- | ------------ | ------------------- | --------- | ---- | ----------- | -------------- |
| 1967 | P +5.0 | 7  | F     | Chaparral 2F | Chaparral Cars Inc. | Phil Hill | 225  | Rit         | Rit            |

### Campionato CanAm
| Anno | Squadra             | Vettura     | Motore    | 1   | 2   | 3   | 4   | 5   | 6   | Punti | Pos. |
| ---- | ------------------- | ----------- | --------- | --- | --- | --- | --- | --- | --- | ----- | ---- |
| 1967 | Ecurie Soucy Racing | McLaren M1B | Chevrolet | MON | BRI | MOS | LAG | RIV | STA | 10    | 6    |
| 1967 | Ecurie Soucy Racing | McLaren M1B | Chevrolet |     |     | 3   |     | 5   | 3   | 10    | 6    |